# Les 100 plus grands...
Les 100 plus grands...  est une émission de télévision française de divertissement, basée sur des images d'archives et diffusée sur TF1 entre le 3 octobre 2003 et le 10 février 2012 puis sur TMC d'octobre 2012 jusqu'en 2014. L'émission revient sur sa chaine d'origine TF1 le 25 juillet 2020.

## Présentation
- Jusqu'en 2004 : Christophe Dechavanne et Valérie Bénaïm : TF1
- Entre 2004 et 2012 : Christophe Dechavanne et Sandrine Quétier. : TF1
- Le 31 décembre 2008 : Christophe Dechavanne, Sandrine Quétier et Patrice Carmouze pour Les 100 plus grands du 31[Note 1].
- De 2012 à 2014 : Jean-Pierre Foucault : TMC
- Depuis 2020 : Christophe Beaugrand et Anaïs Grangerac : TF1

## Concept
Chaque émission propose 100 vidéos selon une thématique.

### Exemples
- Les 100 Plus Grands Spécial Pas de Bol
- Les 100 Plus Grands Allumés
- Les 100 Plus Grands Délires de Couples
- Les 100 Plus Grands Couacs du Direct
- Les 100 Plus Grands Fous Rires
- Les 100 Plus Grands Sales Mômes
- Les 100 Plus Grandes Boulettes
- Les 100 Plus Grands  Drôles et Sexy
- Les 100 Plus Grands Le Meilleur du Pire
- Les 100 Plus Grandes Gamelles
- Les 100 Plus Grandes Gaffes
- Les 100 Plus Grands Incidents du Direct
- Les 100 Plus Grands, Coups de Gueule
- Les 100 Plus Grands Bêtisiers Politiques
- Les 100 Plus Grands Moments de Délire
- Les 100 Plus Grands Délires de Stars
- Les 100 Plus Grandes Perles de la Télé-Réalité
- Les 100 Plus Grandes Perles des Jeux Télé
- Les 100 Plus Grands Le Meilleur
- Les 100 Plus Grands du 31
- Les 100 Plus Grands Cafouillages
- Les 100 Plus Grands Bêtisiers
- Les 100 Plus Grands Moments de Cérémonies
- Les 100 Plus Grands Moments d’Émotion
- Les 100 Plus Grands Débuts de Stars
- Les 100 Plus Grands Bêtisiers d’Animaux
- Les 100 Plus Grands Gags de Stars
- Les 100 Plus Grands Bêtises d’Enfants
- Les 100 Plus Grands Perles du Direct
- Les 100 Plus Grandes Perles d’Enfants
- Les 100 Plus Grands Moments d’Emissions Cultes

## Commentaires
- Le 2 avril 2005 est diffusée "Les 100 plus grandes gamelles & chutes", mais elle est interrompue après une heure d'émission par un flash à la suite de l'annonce du décès du pape Jean-Paul II. La suite de l'émission ne fut jamais diffusée en France mais a été diffusée en Suisse sur la TSR (RTS) le lendemain soir. À noter que dans cette émission, il n'y avait pas 100 mais 200 gags. L'émission entière est en ligne sur la chaine YouTube d'Endemol IconTV, depuis le 17 octobre 2024[2].
- Le 17 février 2007, elle réalise sa meilleure audience depuis octobre 2003, avec Les 100 plus grands moments drôles et sexy, thème qui atteindra le score de 35,5 % de parts de marché[3].
- Le 1er mars 2008 est lancé la première en direct avec Les 100 plus grands couacs du direct.
- Dans Les 100 plus grands pas de bol, il n'y avait pas 100 gags, mais 120 gags.
- Dans une autre émission[Laquelle ?], il n'y avait pas 100 gags mais 110 gags.
- Le 31 décembre 2009, Les 100 plus grands du 31 sont battus en audience par Le Grand Cabaret sur son 31 sur France 2, l'émission rassemblant 1 million de téléspectateurs de moins que celle de Patrick Sébastien.
- Dans les 100 plus grands délires de stars, il y avait seulement 80 gags.
- Dans cette même émission un jeune individu du public s'est fait remarquer en multipliant les grimaces loufoques derrière Jean-Paul Rouve. Il resta toute l'émission sans se faire inquiéter par le service d'ordre du plateau.
- Dans les 100 plus grands moments d'émotions, un long fou rire éclate entre Benoit Poelvoorde et François Berléand puis se propage à Guillaume Canet, Christophe Dechavanne et Sandrine Quétier. Ce fou rire a pour origine une séquence ou dans une émission de Pierre Bellemare, un homme, Mr Schmitt retrouve son fils et provoque l'hilarité des invités autour de la table à la suite d'une blague de Benoit Poelvoorde.

### Émission du 22 janvier 2010
- Dans Les 100 plus grands moments de délires diffusée en direct, il n'y avait que 80 gags.
- Un appel aux dons par SMS a été lancé pour Haïti.
- Alors que Dechavanne fait lever le public pour faire un gag, un individu s'introduit sur le plateau, s'agrippant au micro de Dechavanne pour critiquer le vaccin contre la grippe A. Dechavanne a poursuivi l'individu jusque dans les coulisses laissant quelques secondes Sandrine Quétier et leurs invités sur le plateau.
- De plus, durant le direct, une coupure de son a eu lieu quelques secondes, mais le public sur le plateau avait le son.
- Un gâteau d'anniversaire a été donné à la fin de l'émission à Dechavanne (né le 23 janvier) pour son anniversaire.

### Note
1. ↑  Cette émission remplace Les enfants du 31, présentée par Arthur.

### Référence
1. 1 2  « Les-100-plus-grands », sur ina.fr (consulté le 23 avril 2023).
2. ↑   [vidéo] « Les 100 Plus Grandes GAMELLES & CHUTES | Replay Bêtisier TV Divertissement - Émission Intégrale »ICON TV, 17 octobre 2024, 137:2 min (consulté le 25 octobre 2024)
3. ↑  (fr) Anne-Sophie Hojlo,  Christophe Dechavanne : Une année en or sur TF1 sur toutelatele.com, 19 avril 2007